# Małgorzata mazowiecka (1436/1440–1483/1485)
Małgorzata (ur. zapewne między 1436 a 1440, zm. między 5 maja 1483 a 1 września 1485) – księżniczka mazowiecka, księżna oleśnicka z dynastii Piastów. Córka księcia mazowieckiego Siemowita V i Małgorzaty, córki Jana II, księcia raciborskiego.

## Życiorys
Od śmierci ojca w 1442 pozostawała pod opieką jedynego żyjącego stryja Władysława I, który wydał ją za brata swej żony Konrada IX Czarnego, księcia oleśnickiego. W 1463 otrzymała od Kazimierza Jagiellończyka 20 tys. florenów w zamian za zrzeczenie się roszczeń do ziemi gostynińskiej, wcielonej przez króla do Korony, a będącej oprawą wdowią jej matki. Po śmierci męża, w latach 1471–1475, zarządzała swą oprawą wdowią, w której skład wchodziły Bierutów i Oleśnica, po czym została usunięta na korzyść córki, Barbary. Nie jest znane miejsce jej pochówku. Przypuszcza się, została pochowana u boku męża w klasztorze cysterek w Trzebnicy.
Między 1447 a 1453 poślubiła księcia oleśnickiego Konrada IX Czarnego. Z małżeństwa pochodziła jedna córka Barbara.